# Thelypteris rosei
Thelypteris rosei är en kärrbräkenväxtart som först beskrevs av William Ralph Maxon, och fick sitt nu gällande namn av R. Tryon. Thelypteris rosei ingår i släktet Thelypteris och familjen Thelypteridaceae. Inga underarter finns listade.